# محمد الاشمر
محمد الاشمر (۱۸۹۲ – ۳ مارس ۱۹۶۰) نظامی سوری بود. او از رهبران انقلاب سوریه در سال ۱۹۲۵، از فعالان انقلاب فلسطین در سال‌های ۱۹۳۶–۱۹۳۹ و چهرهٔ برجستهٔ کمونیستی در سوریهٔ پس از استقلال بود.

## زندگی و پیشه
او از یک خانواده مکّی‌تبار برمی‌آمد که در ابتدا به آنها آل رجب می‌گفتند و سپس به نام یکی از اجدادشان، «الاشمر» نام گرفتند. محمد بن طه بن محمد الاَشمَر در سال ۱۸۹۲ در محلهٔ المیدان دمشق متولد شد. او در محیطی مذهبی بزرگ شد و فقه را نزد شیوخ خود آموخت. پیروی طریقت نقشبندیه شد و میان دمشق و حوران رفت و آمد می‌کرد.
الاشمر در نبرد میسلون جنگید و سپس به حوران بازگشت، جایی که مدتی در آنجا ماند و در نبردها علیه لشکرکشی‌های تنبیهی که فرانسوی‌ها به حوران فرستاده بودند، شرکت کرد. وقتی فرانسوی‌ها به دنبال او افتادند، به رمثا در شرق اردن نقل مکان کرد، سپس مخفیانه با گروهی از مردان جوان به دمشق بازگشت. آنها وارد غوطهٔ آن شدند و در نبردهای انقلاب آنجا شرکت کردند. وقتی انقلاب پایان یافت، الاشمر به شرق اردن بازگشت. اما او همچنان در حملات شورشیان علیه مواضع فرانسه در جنوب سوریه، در منطقه اللجاة، شرکت داشت. سرانجام در سال ۱۹۳۱ پس از صدور عفو عمومی برای انقلابیون به سوریه بازگشت.
الاشمر زمانی که انقلاب بزرگ در فلسطین در سال ۱۹۳۶ آغاز شد، به صف انقلابیون پیوست و در رأس گروهی از مبارزان سوری از راه شرق اردن وارد فلسطین شد. او به نیروهای انقلابی محلی و نیروهای عربی که تحت رهبری فوزی القاوقجی وارد فلسطین شده بودند، پیوست.
حوزهٔ فعالیت محمد الاشمر و گروهش نابلس و به ویژه منطقهٔ طولکرم بود. در طول چهل روزی که قبل از توقف جنگ در فلسطین گذراند، در چندین نبرد شرکت کرد که مهم‌ترین آنها نبرد دوم بعله (۲ و ۳ سپتامبر ۱۹۳۶) بود که در آن بیش از هزار جنگجو شرکت داشتند و پس از کشته شدن نزدیک به ۱۰۰ نفر از نیروهای بریتانیایی و سرنگونی دو هواپیمایشان، با شکست آن‌ها پایان یافت. سپس در نبرد جبع (۲۴ سپتامبر ۱۹۳۶) شرکت داشت که در آن الاشمر و مبارزان در دامنهٔ کوه یاصید پایداری کردند و پس از عقب‌نشینی در ابتدای نبرد، توانستند نیروهای بریتانیایی را شکست دهند. سرانجام در نبرد بیت اِمرین (۲۹ سپتامبر ۱۹۳۶)، زمانی که نیروهای بزرگ بریتانیایی نابلس را محاصره کردند و با پشتیبانی خودروهای زرهی و هواپیما، به‌طور ناگهانی به شورشیان در دیر الغصون، جایی که برخی از جناح‌های آنها مستقر بودند، حمله کردند و در نتیجه شماری از آنان کشته شدند. وقتی انقلاب در فلسطین به دنبال فراخوان پادشاهان و رؤسای جمهور عرب در ۱۲ اکتبر ۱۹۳۶ متوقف شد، الاشمر و گروهش به شرق اردن و از آنجا به سوریه عقب‌نشینی کردند.
الاشمر همچنان با وقایع فلسطین و رهبران آن در ارتباط بود. او در جریان سفر مفتی اورشلیم محمد امین الحسینی به دمشق در ژوئن ۱۹۳۷ با او ملاقات کرد. او همچنین پس از کنفرانس بلودان در سپتامبر ۱۹۳۷ با تعدادی از رهبران انقلاب فلسطین دیدار کرد. همهٔ تمهیدات لازم را فراهم کردند تا الاشمر و شماری از مبارزان سوری وارد فلسطین شوند و در جایی بین بیسان، جنین و نابلس موضع بگیرند تا مقدمات از سرگیری انقلاب را فراهم کنند. با از سرگیری انقلاب در فلسطین از سپتامبر ۱۹۳۷ تا اواخر ۱۹۳۹، شرایط جدید مانع ورود آنها شد. با این حال، آنها همچنان منابع مالی و اسلحه برای انقلاب فلسطین تهیه کردند و دمشق به مرکز مدیریت و هدایت انقلاب تبدیل شد.
الاشمر در سال ۱۹۵۷ برای بازدید از اتحاد جماهیر شوروی دعوت شد، در آنجا به گرمی مورد استقبال و تکریم قرار گرفت و به او نشان عالی اعطا شد.او به دریافت جایزهٔ استالین برای صلح میان مردم شد و مدال آن را در ۱۷ مارس ۱۹۵۵ در دمشق دریافت کرد.
سلامت او در اواخر عمر رو به وخامت گذاشت و در ۳ مارس ۱۹۶۰ درگذشت. در دمشق برای بزرگداشت یاد او، مسجدی به نام او در محلهٔ الزاهره ساخته شد. دولت سوریه همچنین با نامگذاری یکی از بزرگ‌ترین میدان‌های دمشق به نام «میدان مجاهد شیخ محمد الاشمر» در ورودی جنوبی دمشق در محله المیدان، به نام او، از او تجلیل کرد. به همین منظور بنای یادبودی ساخته شد و دولت همچنین به پاس قدردانی از او، مدارس و مؤسسات خیریه را به نامش نامگذاری کرد.